# Jacek Antczak
Jacek Antczak (ur. 12 września 1969 w Kaliszu) – reporter, absolwent kulturoznawstwa na Uniwersytecie Wrocławskim, gdzie studiował też polonistykę.
Pisał, komponował i wykonywał poetyckie ballady z zespołem Wolny Wybór. Był pomysłodawcą, szefem artystycznym (1991–1997) i jurorem Ogólnopolskiego Festiwalu Piosenki Studenckiej „Łykend” we Wrocławiu.
Pracował w „Gazecie Wyborczej” (1993). Był także reporterem Radia Kolor, pracował w Telewizji Wrocław i uczył dziennikarstwa w szkołach średnich. Przez 10 lat pisał reportaże dla „Słowa Polskiego”, kierował tam też działem kultury i społecznym. Od grudnia 2003 był szefem działu kultury, redaktorem magazynu, wydawcą i szefem reportażu miejskiego w „Słowie Polskim – Gazecie Wrocławskiej”, a potem z-cą kierownika działu opinie i wydań magazynowych dziennika „Polska-Gazeta Wrocławska”. Był twórcą i redaktorem „Gazety Europejskiej Stolicy Kultury 2016”.
Za swoje reportaże otrzymał kilka nagród, w tym przyznaną przez Stowarzyszenie Dziennikarzy Polskich. Najciekawsze zebrał w książce „W Radwanicach najlepiej idą romanse” (Oficyna Wydawnicza Atut, 2004). W 2007 opublikował książkę pt. „Reporterka. Rozmowy z Hanną Krall” (w 2015 w wydawnictwie Agora ukazało się drugie, poszerzone wydanie). W 2008 ukazał się zbiór wywiadów (współautorka Anna Fluder) pt. „Wrocławianie” (Wydawnictwo Dolnośląskie), a w 2013 biografia koszykarza „Adam Wójcik. Rzut bardzo osobisty” (Wydawnictwo SQN).
Autor kilkudziesięciu reportaży opublikowanych m.in. w „Tygodniku Powszechnym”, tygodniku „Angora”, „Nowym Państwie”, dzienniku „Życie”, portalach internetowych i gazetach regionalnych. Od 2015 roku jest dziennikarzem Radia Wrocław Kultura. Prowadził zajęcia z publicystyki i reportażu na wydziałach dziennikarskich Uniwersytetu Wrocławskiego i Dolnośląskiej Szkoły Wyższej.

## Książki
- Reportaż „W ciągu godziny przekreślone życie” w „Najlepsze teksty prasowe. Edycja 1999” (Wydawnictwo Andrzej Żórawski, Warszawa, 1999)
- „W Radwanicach najlepiej idą romanse” (reportaże, Oficyna Wydawnicza ATUT, 2004)
- „Reporterka. Rozmowy z Hanną Krall” (Wydawnictwo Rosner i Wspólnicy, 2007)
- „Wrocławianie. 30 rozmów” (współautor: Anna Fluder), (wywiady, Wydawnictwo Dolnośląskie, 2008)
- Reportaż „Nadzieja w gruzach World Trade Center” w antologii „20 lat nowej Polski w reportażach według Mariusza Szczygła” (Wydawnictwo Czarne 2009)
- Wywiady z Moniką Bolly, Bogusławem Danielewskim, Stanisławem Melskim, Jadwigą Skupnik w książce „Zespół. Rozmowy z aktorami” (Wydawnictwo Teatr Polski we Wrocławiu, 2010)
- Tekst „Ale, k..., napisali słownik” w „The Best of Media 2011” (Wydawnictwo Press, 2012)
- „Adam Wójcik. Rzut bardzo osobisty” (Wydawnictwo Sine Qua Non, 2013)
- „DiverCity: miasto dla wszystkich” (Wrocławska Rewitalizacja, 2014)
- Wywiad „Jak zmartwychwstają moje łotry i bandziory” w „The Best of Media 2013” (Wydawnictwo Press, 2014)
- „Reporterka. Rozmowy z Hanną Krall” (wydanie 2, poszerzone, Wydawnictwo Agora, 2015)
- „Prezydent. Rafał Dutkiewicz (nie tylko) o Wrocławiu” (wydawnictwo Nieoczywiste, 2018)
- „Piotr Hercog. Ultrabiografia” (Wydawnictwo Sine Qua Non, 2019)

## Nagrody
- 1989: II Nagroda Ogólnopolskiego Przeglądu Piosenki Autorskiej „OPPA”, Warszawa
- 1990: I Nagroda „OPPA”, Warszawa
- 1991: „Hebanowy szczebel do kariery” – I Nagroda Spotkania Młodych Autorów i Kompozytorów „SMAK” w Myśliborzu
- 1995: Nagroda Dziennikarzy Festiwalu „Recital”, Siedlce
- 1998: Nagroda miesięcznika „Odra” w konkursie na reportaż
- 1999: Nagroda w ogólnopolskim konkursie reporterskim „Polska regionalna”
- 1999: Nagroda Stowarzyszenia Dziennikarzy Polskich za reportaż „W ciągu godziny przekreślone życie”
- 2002, 2004, 2007, 2008, 2009: Nominacje do nagrody im. Tadeusza Szweda „Dziennikarz Roku”
- 2010: Nagroda im. Tadeusza Szweda „Dziennikarz Roku”[7]
- 2011: Nominacja do nagrody Grand Press 2011 w kategorii dziennikarstwo specjalistyczne
- 2013: Nominacja do nagrody Grand Press 2013 w kategorii wywiad
- 2014: Wyróżnienie w plebiscycie Dziennikarz Biegowy Roku 2014
- 2018: Srebrna Odznaka Honorowa Zasłużony dla Województwa Dolnośląskiego